# François Grimaudet

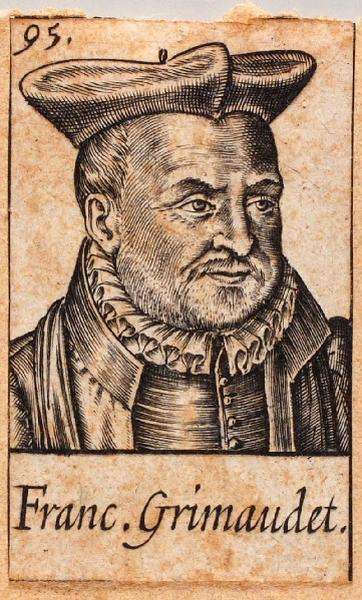
François Grimaudet

François Grimaudet (* 1520 in Angers; † 29. August 1580) war ein französischer Jurist.

## Leben
François Grimaudet war ein Sohn des in Angers als Schöffe tätigen Pierre Grimaudet. Dass er von den italienischen Grimaldis abstamme, von denen einer namens François zu Anfang des 15. Jahrhunderts mit Louis II., Herzog von Anjou, als dessen Schatzmeister aus Italien nach Frankreich kam, ist eine unhaltbare Annahme.
François Grimaudet studierte die Rechtswissenschaft. Nachdem er einige Zeit als Advokat in seiner Vaterstadt gearbeitet hatte, wurde er Präsidialrat und 1558 Advokat des Königs oder nach moderner Ausdrucksweise Staatsanwalt in Angers. Die damals tobenden Religionskriege machten Grimaudets Stellung schwierig. Er blieb zwar dem römisch-katholischen Bekenntnis treu. Trotzdem wurde er angeklagt, dass er mit den Hugenotten sympathisiere. Die Veranlassung dazu gab eine freisinnige Rede, die er vor der Versammlung der Stände von Anjou 1560 hielt und die unter dem Titel Remontrances aux États d’Angers assemblé le 14 Octobre 1560 (Poitiers 1561) erschien. Die Provinzialstände von Anjou waren damals zusammengekommen, um für die Versammlung der Generalstände, die in Orléans zusammentreten sollten, Abgeordnete zu wählen. Grimaudet zeigte sich zwar in der Rede nicht offen als Hugenotte, aber doch als recht freisinniger Katholik, was ihn in den damals sehr erregten Zeiten verdächtig erscheinen lassen konnte. Er griff in der Rede die katholische Geistlichkeit nicht nur wegen ihres lasterhaften Lebens an, sondern verlangte ferner, dass in den allgemeinen Konzilen auch Laien zur Beratung zugelassen würden und dass der Klerus sich unter die weltliche Macht stellen müsse.
Derartige Äußerungen erschienen strengen Katholiken ketzerisch und mussten dem Redner entschiedene Gegner erwecken. Sein eigener Kollege Raoul Surguin veröffentlichte gegen ihn eine Schrift Traité contre certaines remontrances faites à la première assemblée des États tenus à Angers le 14 jour d’Octobre 1560 (Paris 1562). Die Sorbonne von Paris fühlte sich veranlasst, am 15. April 1561 sechs Sätze der Rede Grimaudets als ketzerisch zu verurteilen. Obgleich sich Grimaudet von den Hugenotten fernhielt und erklärte, dass er mit Unrecht zu den Hugenotten gezählt werde, blieb er doch verdächtig. Dies zeigte sich 1572 in der Bartholomäusnacht. Sein Bruder Jean, der Silberbewahrer des Königs Heinrich von Navarra war, wurde bei der Metzelei nur infolge eines ausdrücklichen Befehls verschont, den der nachmalige König von Frankreich Heinrich III., damals Herzog von Anjou, an die Schöffen von Angers richtete.
Das Leben von François Grimaudet war sicherlich nicht weniger bedroht; wahrscheinlich verdankte er demselben Order, der seinen Bruder rettete, das Leben. Herzog Heinrich von Anjou erscheint nämlich als offenbarer Gönner Grimaudets. Er ernannte Grimaudet, der sich seit seiner Verurteilung durch die Sorbonne aus dem anwaltlichen Dienst zurückgezogen hatte und nur noch wissenschaftlichen Arbeiten und konsultativer Tätigkeit widmete, im Jahr 1573 zum Vorsitzenden seines Rats und zu seinem Berichterstatter für Anjou, in welcher Eigenschaft Grimaudet am 29. Mai 1574 den Eid leistete. Grimaudet starb am 29. August 1580 im Alter von 60 Jahren.
Grimaudets Werk De la puissance royale et sacerdotale. Opuscule politique, das ein Jahr vor seinem Tod in Paris im Druck erschien, wurde 1661 durch die Glaubenskongregation auf den Index gesetzt.

## Werke
Die Werke Grimaudets erschienen gesammelt unter dem Titel Œuvres de François Grimaudet sur les matières du droit ecclésiastique, du droit public et du droit civil (Amiens und Paris 1669). Die speziellen Titel der darin gedruckten Abhandlungen sind folgende:
- Commentarii ad edictum judicum praesidialium publicatum anno 1550, Paris 1550
- Paraphrase du droit de retraite lignagers, recueillie des coutumes de France, Paris 1564
- Traité de causes qui excusent le dol, Paris 1569 und 1586
- Paraphrase du droit des dixmes ecclésiastiques et inféodées, Paris 1574; zweite Auflage 1586
- Paraphrase du droit des usures et contrats pignoratifs, Paris 1577; 2. Auflage 1586
- Des monnoyes, augment et diminution du prix d'icelles, Paris 1579 und 1586
- De la puissance royale et sacerdotale. Opuscule politique, 1579
- Opuscules politiques, Paris 1580

Nicht aufgenommen unter die gesammelten Werke sind De haereticis a principe puniendis et gratia haereseos resipiscentibus facienda (Paris 1560). Außerdem hinterließ Grimaudet handschriftlich die Werke Traité de la dignité royale dans l’église und Annotations sur la coutume d’Anjou.